# Lieux du Disque-monde
 (avril 2012).
 (juin 2008).
Si vous disposez d'ouvrages ou d'articles de référence ou si vous connaissez des sites web de qualité traitant du thème abordé ici, merci de compléter l'article en donnant les références utiles à sa vérifiabilité et en les liant à la section « Notes et références ».
Les lieux du Disque-monde forment la géographie du Disque-monde, l'univers fictif de fantasy décrit dans l'ensemble romanesque des Annales du Disque-monde de Terry Pratchett.

## Géographie du Disque-monde
Comme son nom l'indique, le Disque-monde est une « planète », dont l'apparence à l'échelle humaine est celle de la Terre, mais dont la forme  à l'échelle planétaire est plate et circulaire (complété par l'immense cataracte qui s'écoule de ses bords). Il est soutenu dans l'immensité de l'univers par quatre éléphants (Bérilia, Tubul, Ti-Phon l'Immense et Jérakine), eux-mêmes juchés sur la carapace de la Grande A'Tuin, tortue des mers naviguant lentement dans le cosmos vers un objectif qu'elle seule semble connaître. Signalons qu'une petite lune et un petit soleil tournent autour de la planète en disque, obligeant parfois un éléphant à lever une patte pour les laisser passer. Il est fait mention, dans le Cinquième Éléphant (fort justement) qu'il y avait jadis un cinquième éléphant mais à la suite d'un évènement suffisamment important, celui-ci aurait perdu l'équilibre et, après avoir décrit une courte orbite parabolique, quelques milliards de tonnes de pachyderme enragé se sont écrasées en barrissant sur le disque, morcelant les continents. Emprisonnés et compressés dans les strates, les restes se sont transformés en gisements abondants de graisse, plus particulièrement exploités en Überwald.
Comme le Disque-monde est un disque, les points cardinaux (nord, sud, est et ouest) n'existent pas, les directions sont donc remplacées par leurs équivalents circulaires : vers le moyeu, vers le bord, sens direct et sens rétrograde, ces deux derniers étant relatifs à la rotation du disque, rotation expliquée par la nécessité de répartir équitablement le poids du disque sur le dos des quatre éléphants.

### Continents
Il y a quatre continents principaux sur le disque :
- le premier, anonyme, celui où se déroule la plupart des romans, essentiellement un équivalent de l'Eurasie ;
- le "Contrepoids", au style oriental, où se situe l'empire agatéen inspiré de la Chine ;
- le Klatch, que l'on peut considérer comme l'Afrique et le monde arabe du disque, bien qu'il contienne également des éléments inspirés de l'Inde ou de l'Amérique du Sud ;
- et XXXX (prononçable « quatrix »), clairement inspiré de l'Australie.

### Mer circulaire
Cette mer, qui s'ouvre sur l'océan du Bord, pourrait être le pendant de la mer Méditerranée dans notre univers. Elle relie deux des grandes villes de deux continents : Ankh-Morpork (continent anonyme) et Al-Khali (le Klatch).
Approximativement en son centre se trouve Leshp, une île engloutie qui remonte parfois, poussée par des gaz putrides, puis redescend sous les flots. Zone trouble et instable, riche en poissons (et en pêcheurs), elle est l'enjeu d'un conflit entre les deux villes précédemment citées.

### Le Bord
Le Bord est la frontière naturelle du Disque-monde. Celui-ci étant plan, son contour voit l'eau des océans déferler en une formidable Cataracte. La zone est brumeuse et cintrée d'un magnifique Arc-en-Bord (arc-en-ciel à huit couleurs, comme il se doit), dû aux chutes d'eau.
S'approcher de la Cataracte est synonyme de grand risque, risque de tomber par-dessus Bord, dans l'espace. Toutefois, un filet a été posé pour les aventuriers inconscients.

Ce sont les habitants de l'île de Krull qui ont, il y a des siècles, construit le plus grand ouvrage du Disque-monde : le Périfilet qui fait tout le tour du monde[réf. nécessaire]. L'économie de ce royaume fut largement basée sur le « sauvetage » des navires en perdition attirés par les chutes du Bord. Les biens confisqués et les hommes réduits en esclavage, le royaume de Krull a peu à peu évolué en une société de loisirs et de savants cherchant à percer les mystères de l'univers. Le Périfilet fut moins investi et seul Thétis, un troll marin tombé d'un autre monde, le garde[réf. nécessaire].
Le Bord est l'endroit où le soleil éclairant le disque passe le plus près. Ainsi, le climat des terres du Bord est-il doux et ensoleillé[réf. nécessaire].

## Continent principal

### Ankh-Morpork
Ankh-Morpork, la plus grande et la plus fameuse ville du Disque-monde, est située dans les plaines de Sto, sur le premier continent. Elle est formée de la réunion de deux villes « Ankh » et « Morpork », séparées par le fleuve Ankh. Ankh-Morpork est dirigée par le patricien Havelock Vétérini et les guildes. Sa population est d'environ 1 000 000 d'habitants, ce qui en fait la plus grande ville sur le Disque-monde. Avec une population naine d'environ 50 000 individus, Ankh-Morpork est également la plus grande ville naine hors d'Überwald.

### Montagnes du Bélier
Les montagnes du Bélier, proches du Moyeu (sens direct depuis Ankh-Morpork), renferment presque toute la magie du disque et fournissent la plupart des mages et des sorcières.

#### Lancre
Blotti sur les pentes des Montagnes du Bélier — tellement blotti que le seul mètre carré de terrain plat est conservé au musée —, Lancre est un petit royaume dirigé par le roi Vérence (jusqu'à Trois Sœurcières) puis par son cousin le duc Léonal Kasqueth et par Tomjan (Thomas-Jean), héritier légitime de Vérence (dans Trois Sœurcières) et depuis par Vérence II, ex-fou du roi Vérence.
C'est à Lancre qu'officient les sorcières Mémé Ciredutemps, Nounou Ogg et Magrat Goussedail (qui devient reine de Lancre en épousant le roi Vérence II dans Nobliaux et sorcières).
Mustrum Ridculle, Archichancelier de l'université de l'Invisible d'Ankh-Morpork, est aussi originaire de cette région.
Spécialités lancriennes :
- Grands mages et sorcières
- Le frottis, boisson à base de pommes (mais pas seulement)
- La Chanson du hérisson
- Le bleu de Lancre, fromage de caractère

Localités :
- Ohulan Cutash
- Trou-d'Ucques (village de naissance d'Eskarina Lefèvre, la femme mage dans La Huitième Fille) : Son nom vient d'un paysan du nom d'Ucques qui avait un âne. L'âne se serait arrêté dans un trou au milieu de la rivière et n'aurait plus voulu bouger (expliqué par Agnès dans Carpe jugulum).

#### Forêt de Skund
Elle est présentée dans le second livre : Le Huitième Sortilège. Elle se trouve au versant rebord des montagnes du bélier selon La Mort. Son nom signifie « Ton-Doigt, Crétin », la raison est à chercher du côté d'un malheureux problème de communication entre les premiers explorateurs de la région et les locaux.
C'est dans cette forêt que Rincevent et Deuxfleurs croisent le gnome Swires qui leur fait découvrir la maison en pain d'épice. De même c'est aussi dans cette forêt que Rincevent discute à plusieurs reprises avec des arbres.

### Überwald

#### Description
Überwald est un vaste Royaume cinq ou six fois plus grand que les Plaines de Sto qui s’étend jusqu’au Moyeu. Il est principalement composé de forêts, de petites chaînes de montagnes et de nombreux cours d’eau. La plus grande partie de l'Überwald n'est pas cartographiée. Il est découpé en plusieurs principautés, fiefs et villes fortifiées, sans véritables frontières. Il contient de vastes ressources minières inexploitées, en particulier de charbon, de fer, de graisse et de mélasse.
Peuplé de nombreux nains, l’Überwald a été historiquement dominé par des factions sans-cesse en conflit de Loups-garous et de Vampires. Depuis la Diète de Vermine, une paix fragile s'est instaurée, et nains et humains jouent un rôle plus important dans l'organisation du pays.
L'Überwald serait le point d'impact d'un des éléphants vivant sur la carapace de la grande tortue A'Tuin et portant le Disque-monde sur leur dos. Ce cinquième éléphant aurait été enfouis avec de grands champs de canne à sucre, donnant les grandes mines de graisse et de réglisse du Schmaltzberg.
Überwald sert de décor principal au roman Le Cinquième Éléphant et dans Carpe Jugulum, les sorcières du Royaume de Lancre s'y rendent afin de contrer une famille de vampires. Dans le roman Le Cinquième Éléphant, l'Überwald subit depuis quelques années l'influence civilisatrice d'Ankh-Morpork. Resté longtemps sauvage et isolé, l'arrivée de la route pour les diligences a provoqué une forte émigration de population naine vers Ankh-Morpork.

#### Kondom
Kondom (prononcé Kondon) est l'une des principales villes d'Überwald. Elle est située sur la Nhik. Elle exporte principalement des métaux précieux, du cuir, du bois d'œuvre et de la graisse provenant des mines de graisse du Schmaltzberg. Elle est reliée à la route des diligences et aux « Clic-clac », le réseau de sémaphores. Dans le roman Le Cinquième Éléphant, le commissaire divisionnaire et duc d'Ankh, Samuel Vimaire, s'y rend comme ambassadeur d'Ankh-Morpork pour représenter la ville lors du couronnement du Petit Roi des nains.

#### Populations
L'Überwald est peuplé de nains, de loups-garous, de vampires, de trolls et de quelques humains. Des centaures y vivent aussi. L'Überwald est essentiellement régi par la tradition, plutôt que la loi. Historiquement, les loups-garous et les vampires représentaient les classes dirigeantes de l'ancien empire, mais les populations de nains ont crû jusqu'à un renversement du pouvoir. Depuis la Diète de Vermines, l'extraction d'argent et la culture d'ail sont interdites, en échange de quoi le pays connait une paix relative entre ces trois races. Mais les Nains et les Trolls continuent à se faire la guerre. À la suite du complot des Loups-garous dans Le Cinquième Éléphant, le Petit Roi des nains ordonne la réouverture des mines d'argent.
Le représentant des Nains est le Petit Roi, dernier recours de la loi naine. Il est élu par sondage, et siège sur le « Scone de pierre », dans la grande ville naine souterraine de Schmaltzberg. Le premier Petit Roi était B'hrian Hachedesang, 1 500 ans avant l'aventure narrée dans Le cinquième éléphant. Dans ce roman, Rhys Rhysson est le nouveau Petit Roi élu.
La représentante des Vampires est dame Margolotta Amaya Katerina Assumpta Crassina von Überwald. Elle semble affectionner le rose, et avoir connu le patricien d'Ankh-Morpork dans sa jeunesse. Elle est abstinente et refuse de mordre les gens, leur préférant le sang d'animaux.
Le représentant des Loups-garous est le baron Guye d'Überwald. Il est l'époux de la baronne Séraphine, et le père de Paul-Loup, Delphine (Angua, la compagne du capitaine Carotte), Elsa et Andréi.

### Le Moyeu
Le Moyeu du disque est occupé par Cori Celesti, un immense pic vertical gris et glacé. À son sommet, bien au-delà des nuages, se trouve Dunmanifestine, le domaine des dieux du disque (qui rappellent ceux des mythologies nordiques et grecques).

#### Cori-Celesti
Cori-Celesti est une aiguille de pierre grise et de glace verte haute de quinze kilomètres située sur le Moyeu du disque, dont le sommet est la résidence des Dieux, Dunmanifestine. Quand l’Aurora Corialis l’enveloppe, elle devient une colonne de feu glacé scintillant. D’autres montagnes se pressent autour de Cori.

## Continent Contrepoids
Le continent Contrepoids sert à répartir également le poids du Disque-monde sur le dos des 4 éléphants, et du fait de sa haute densité, il est aussi lourd que le continent anonyme malgré sa petite taille. Il est principalement composé d'octefer et l'or y est abondant.
Il est situé à une semaine de navigation, dans le sens direct, depuis les iles Brunes.

### Empire agatéen
Cet empire est ancien, rusé, cruel et immensément riche. Autrement appelé « Aurient », il est largement inspiré de la culture chinoise et plus généralement asiatique. L’Empire agatéen était autrefois dirigé par l’Empereur du Soleil que ses Sujets prenaient pour un dieu. À la suite des événements des Tribulations d’un mage en Aurient, il a été gouverné un temps par le héros barbare Gengis Cohen.
La capitale de l'empire est Hung-hung et le principal et unique port est Bès-Pélargic. L'empire compte environ 50 millions d'habitants.
L’architecture agatéenne manifeste un goût prononcé pour les pyramides écrasées. Tout autour de l'empire, une muraille de six mètres de haut, à pic sur sa face interne, lui sert de frontière. Son objectif principal est de contenir la population de l'empire à l'intérieur de cette frontière. Dans sa période sombre, la Garde Céleste y patrouillait.
L’empire ne compte qu’un seul port parce qu’il n'encourage pas les contacts autres que ceux absolument nécessaires avec le monde extérieur. Les citoyens de l’Empire agatéen s’estimaient les plus chanceux des mortels et l’ancien gouvernement tenait à ce qu’ils en restent fermement convaincus, en leur faisant notamment croire que partout ailleurs ne règnent que des déserts de barbares peuplés de fantômes-vampires.
Deuxfleurs, personnage principal des deux premiers romans des Annales du Disque-monde est agatéen. Rincevent le retrouve d'ailleurs dans Les Tribulations d'un mage en Aurient.

## Continent de Klatch
Le continent de Klatch peut, sans trop se tromper, être qualifié d’Afrique du Disque-monde (bien qu’il contienne également des éléments inspiré de l’Inde). On retrouve toute une panoplie de pays méditerranéens. Les principaux pays du continent sont Le Jolhimôme, Ephèbe, Omnia et l’empire capitale Klatch.

### Éphèbe
Cette cité toute petite mais influente se situe sur le rivage côté Bord de la Mer Circulaire, entre le Jolhimôme et Omnia. Elle est particulièrement réputée pour ses philosophes.
Philosophes pour la plupart assez ivrognes mais non dénués du sens de la réflexion. Dans le feu d'un débat philosophique, il n'est pas rare que les poings fusent.
Éphèbe compte environ 50 000 habitants (comprenant ville et terres cultivées environnantes). Dans la version française, traduite par Patrick Couton, les éphébiens ont l'accent du Sud-est de la France. Les dialogues sont ponctués d'interjections ou de mots propres à cette région : « Té ? Voyez ? » ou « Boudie, il m'a accusé de calomnie ! ».
Cette ville de marbre blanc borde la côte de la Mer Circulaire. Un mur entoure le sommet du rocher comme un bandeau. Au-delà se trouve le Labyrinthe. Le long du palais, à l'intérieur du Labyrinthe gisent les débris de la fameuse bibliothèque qui était la deuxième du Disque-monde par son importance avant sa destruction par un incendie.
Éphèbe est surnommée « le berceau de la démocratie ». Son système politique est la tyrannie (une forme de démocratie) et l’esclavage est une tradition bien enracinée. Les Éphébiens croient que chaque homme a le droit de vote, pourvu qu’il ne soit ni pauvre, ni étranger, ni déclaré inapte pour cause de folie, de frivolité ou parce qu’il est une femme. Les électeurs (au nombre de  1 300) vont voter tous les cinq ans afin d’élire le tyran, qui devient le dirigeant suprême pendant la durée de son mandat. Pour se présenter au poste, le candidat doit prouver sans le moindre doute qu’il est honnête, intelligent, raisonnable et digne de confiance.
L'esclavage y est parodié, les esclaves étant traités parfois mieux que leur maîtres.
De par son nom, son architecture, son système politique et ses philosophes habitants, Éphèbe évoque la Grèce antique, tintée par la traduction d'un soupçon de saveurs provençales à la Marcel Pagnol.

### Royaume de Jolhimôme
Royaume situé entre Tsort et Ephèbe, connu pour ses nombreuses pyramides. Il est le lieu d'action du roman Pyramides. Il est inspiré de l'Égypte antique.

## Continent XXXX
Il pourrait être considéré comme l'un des personnages principaux, du roman Le Dernier Continent des Annales du Disque-monde.
Ce continent quasiment inconnu est même difficile à nommer : les mages le nomment « Iksiksiksiks », La Mort, « Quatriks », et Albert, « Terror incognita ».
Il est souvent considéré comme un mythe. D’après les anciens récits, il serait peuplé d’hommes à la peau noire (tels les Aborigènes d'Australie), qui chassent à l’aide d’étranges bâtons tordus (tels leurs boomerangs). Des rumeurs parlent de rats géants sauteurs (kangourous), de canards à fourrure dépourvus d’ailes mais à quatre pattes (ornithorynques), ainsi que de poulets gigantesques incapables de voler (émeus). Il est aussi question d’une colonie de mages perdus qui ne se nourriraient que de crevettes et glisseraient sur la lumière du jour (rendue lente par le champ magique du disque) à l’aide de planches.

## Lieux nomades: les boutiques errantes
Les boutiques errantes (ou tabernae vagante) sont des magasins nomades. Dans le Disque-monde, il existe un certain type de boutiques magiques qui ont la particularité d’apparaître et de disparaître dans n’importe quel lieu à n'importe quel moment. Ces échoppes voyagent à l’aide de leviers que le tenancier manipule depuis la réserve de son magasin. L’auteur insiste sur le fait que personne ne sait d’où elles viennent ni pourquoi elles circulent. Il y en aurait dans plusieurs mondes et leurs tenanciers seraient condamnés à les tenir par un contrat mystérieux.
Comme toutes les échoppes magiques, elles vendent des objets insolites. Le touriste Deuxfleurs y aurait acheté le Bagage fabriqué en poirier savant. Dans le roman Le Huitième Sortilège les protagonistes vont voyager un temps dans une de ces boutiques. Dans le tome Accros du roc, les musiciens y trouveront une étrange guitare qui prendra une place importante dans le déroulement de l’histoire.
Ouvrages dans lesquels on peut rencontrer des boutiques errantes : Le Huitième Sortilège, Accros du roc.
Il s'agit bien évidemment d'une parodie des boutiques mystérieuses des contes de fées ou de certains romans de fantasy, où on ne parvient pas à retourner après avoir causé des catastrophes avec ce qu'on y a acheté.

## Autres mondes: le Globe-monde
Le Globe-monde désigne un monde tout à fait étrange puisque, contrairement au Disque-monde qui repose sur quatre éléphants reposant eux-mêmes sur une tortue géante de l'espace et qui n'obéit qu'à la loi de l'impératif narratif pour déterminer le cours des événements, le Globe-monde est sphérique et obéit aux lois de la physique.
Le Globe-monde est décrit dans La Science du Disque-monde de Terry Pratchett, Ian Stewart et Jack Cohen et n'est autre qu'une métaphore de la Terre.
Le Globe-monde était un projet de l'université de l'Invisible, qui a été lancé dans la précipitation à la suite de l'échec désastreux d'une expérience sur la « fission du thaum » (sic).